# Leskovac (Ulcinj)
Pour les articles homonymes, voir Leskovac (homonymie).
Leskovac (en serbe cyrillique : Лесковац) est un village du sud-est du Monténégro, dans la municipalité d'Ulcinj.

## Démographie

### Évolution historique de la population
| 1948 | 1953 | 1961 | 1971 | 1981 | 1991 | 2003 |
| ---- | ---- | ---- | ---- | ---- | ---- | ---- |
| 106  | 99   | 105  | 106  | 96   | 99   | 74   |